# Phalacrocera formosae
Phalacrocera formosae is een tweevleugelige uit de familie buismuggen (Cylindrotomidae). De soort komt voor in het Oriëntaals gebied.